# Schizobasis
Schizobasis là một chi thực vật có hoa trong họ Asparagaceae.